# Foundations of Real‑World Economics (书)
Foundations of Real-World Economics: What Every Economics Student Needs to Know 是 约翰·科姆洛什 2019年出版的一本书，他认为利用植根于20世纪思想的传统经济学无法充分理解21世纪的动荡，包括互联网泡沫、2008年金融危机、右翼民粹主义的兴起、新冠肺炎疫情以及无数的战争.

## 书籍大纲
这本书概述了那些被新自由主义经济学家的经济政策伤害的民众处境. 该书对那些主张减税和让国家处于饥荒的人、那些支持放松管制并最终导致2008年金融危机的人，以及那些主张超全球化并导致衰落地带和不满情绪上升的人提出了批评.
本文让我们看到了经济对普通人的实际运作方式，而不是学者们在大学课堂上想象的运作方式。它提出了关于经济的另一种观点；这表明，经济人假设的理性经济人模型在现实世界中是行不通的。它表明，与完全竞争框架相比，寡头垄断更适合描述当今的跨国巨头公司.
这本教科书展示了将过分简化的模型应用于现实世界是多么具有误导性. 书中有卡尼曼的关于行为经济学的论述、加尔布雷斯的关于抗衡力量的需求、 凯斯和迪顿的绝望之死、明斯基的金融不稳定、克鲁格曼的新贸易理论, 罗尔斯的正义、斯蒂格利茨关于中产阶级的空心化、西蒙的有限理性以及凡勃伦的炫耀性消费. 该书倡导人文经济学和人性化的资本主义.
该书已被翻译成俄语, 德语, 匈牙利语, 罗马尼亚语,  和中文.